# Куприянов, Фёдор Андрианович
Фёдор Андрианович Куприянов (24 декабря 1906  [6 января 1907], Панфилово, Владимирская губерния — 4 апреля 1984, Ленинград) — советский хозяйственный, государственный и политический деятель.

## Биография
Родился 24 декабря 1906 года в селе Панфилове Муромского уезда Владимирской губернии. Член КПСС.
Окончил Ленинградский горный институт. С 1930 года — на хозяйственной, общественной и политической работе. В 1930—1984 гг. — мастер по термической обработке, инженер-металлург, начальник смены, начальник цеха, главный металлург завода, заместитель директора Ленинградского завода «Большевик» по металлургии, директор Центрального научно-исследовательского института материалов.
За коренное усовершенствование технологии производства был в составе коллектива удостоен Сталинской премии за выдающиеся изобретения и коренные усовершенствования методов производственной работы 1951 года.
Лауреат Ленинской премии (1966).
Умер 4 апреля 1984 года в Ленинграде.